# Sony Alpha 900
Aucun α 99
α 850
L’Alpha 900 (typographié α 900) est le premier reflex plein format fabriqué et commercialisé par Sony. Annoncé le 9 septembre 2008 lors de la Photokina, il fut disponible en magasin en octobre de la même année.

## Placement dans la gamme
Occupant le haut de la gamme des boîtiers reflex Sony, il est doté entre autres d’un capteur CMOS plein format de 24,6 mégapixels, d’un double processeur Bionz, d’un mode rafale de 5 vues par seconde, d’un viseur couvrant 100 % du champ, d’un autofocus à 19 collimateurs et d’un stabilisateur interne.
En plus des objectifs développés par Sony, il peut être équipé de toutes les optiques compatibles avec la monture Minolta AF. Les optiques DT, qui ne couvrent que le champ d’un capteur de format APS-C, sont automatiquement reconnues par le boîtier, qui n’enregistre alors que l’image perçue par la partie du capteur couverte par l’objectif, délivrant alors des fichiers de 13 mégapixels.